# Niendorf (Timmendorfer Strand)
Niendorf ist ein Ortsteil der Gemeinde Timmendorfer Strand im schleswig-holsteinischen Kreis Ostholstein mit einem Fischerei- und Yachthafen (Niendorfer Hafen).

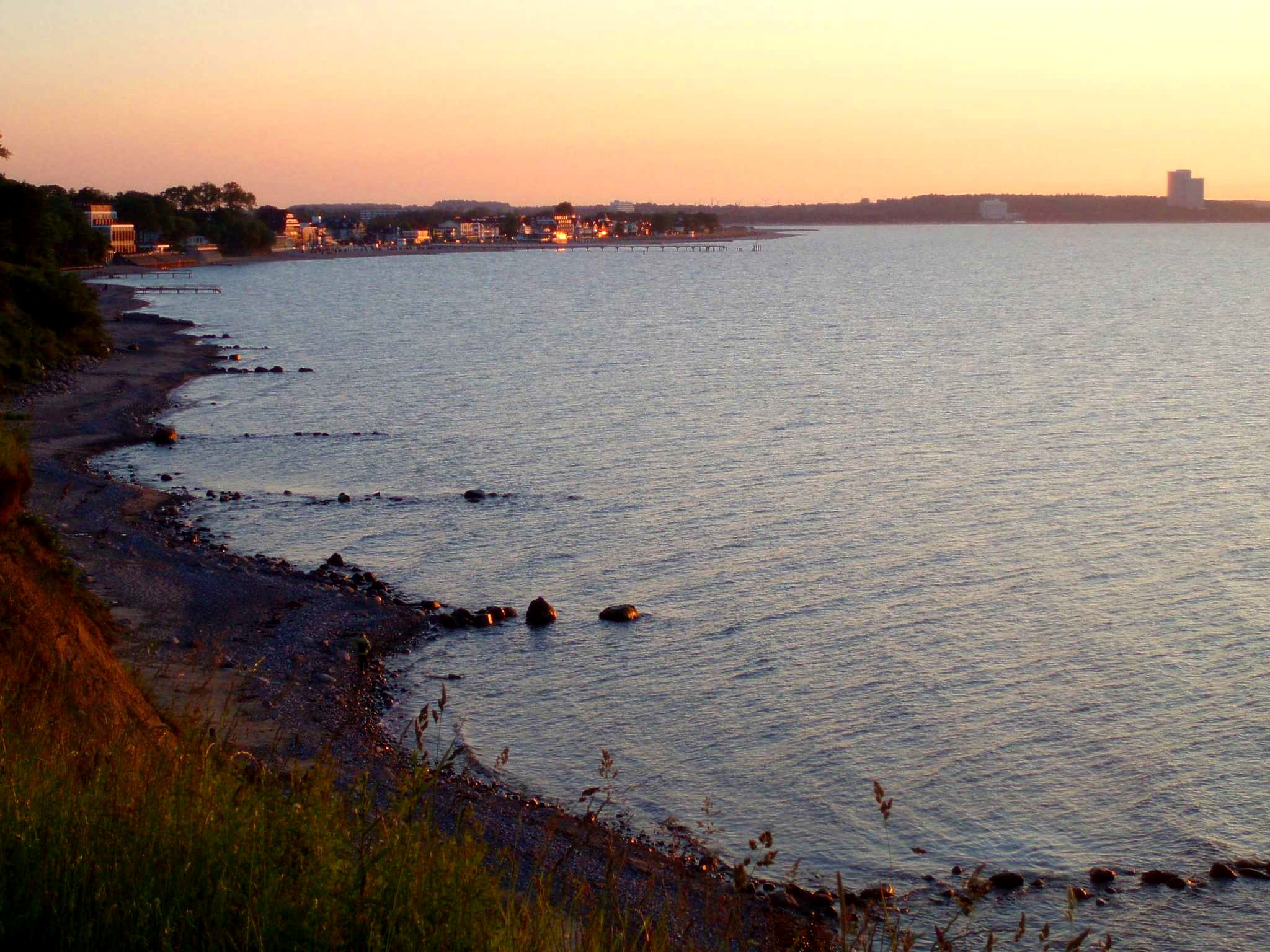
Niendorf, vom Brodtener Ufer aus gesehen

## Lage
Der Ort liegt etwa 3,5 Kilometer östlich des Zentrums von Timmendorfer Strand an der Neustädter Bucht der Ostsee.
Lübeck-Travemünde befindet sich etwa vier Kilometer südöstlich und die Innenstadt Lübecks 16 Kilometer südwestlich.
Die Hafenstadt Neustadt liegt 12 Kilometer nördlich und Hamburg 70 Kilometer südwestlich.

## Geschichte

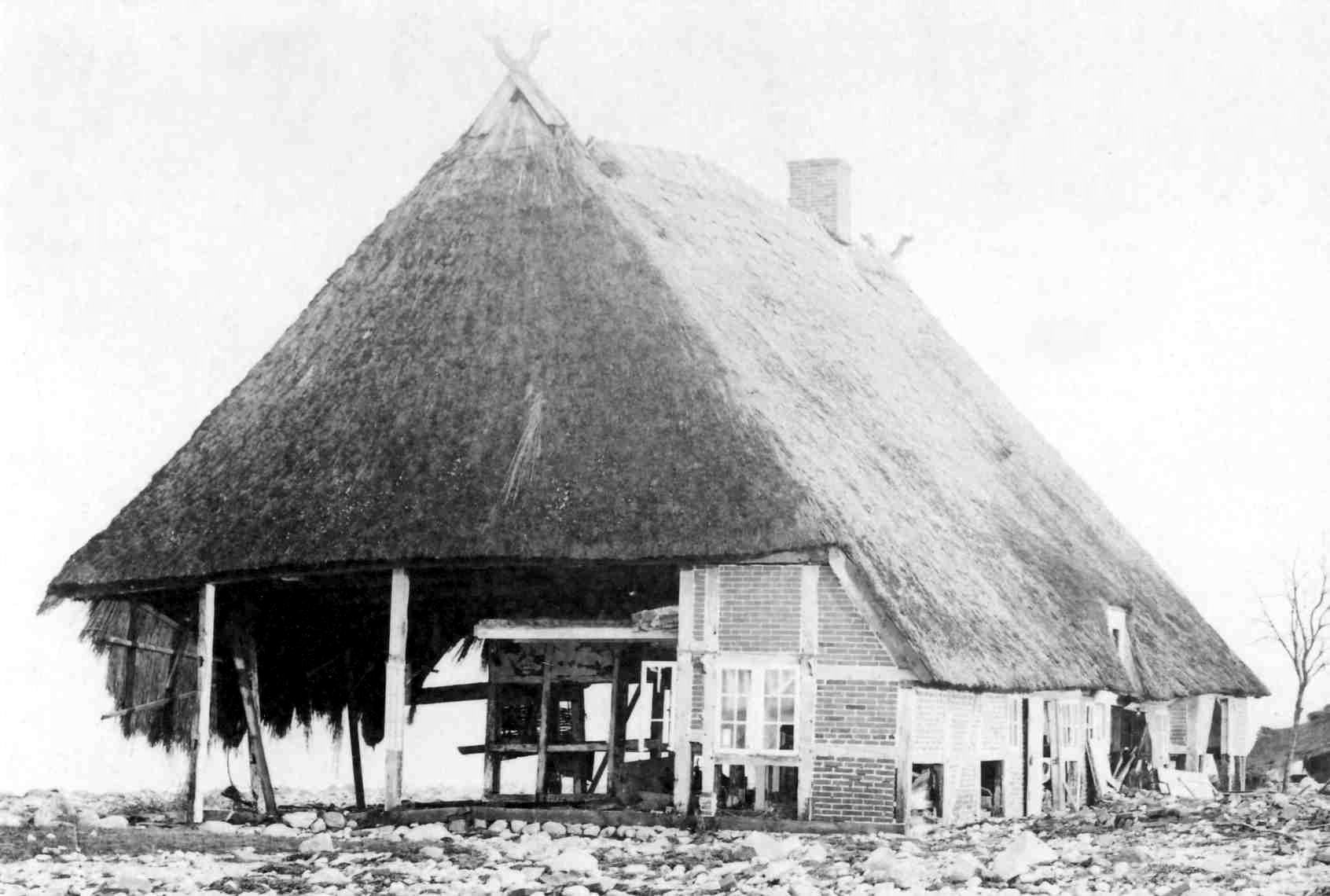
Zerstörtes Bauernhaus in Niendorf nach der Sturmflut 1872

Seevermessungs-Karte Lübecker Bucht – 1811, 1815

Der Ort Niendorf wurde bereits im Jahre 1385 unter der Bezeichnung „Nyendorpe“ erstmals urkundlich erwähnt. Es war ein Bauerndorf, das wie der übrige Travemünder Winkel  im Besitz des Lübecker Domkapitels war. Die Fischrechte in der Lübecker Bucht standen zu der Zeit nur den Fischern aus Lübeck zu. Erst 1817 wurde den Niendorfer Bauern der Fischfang gestattet. Nach der Säkularisierung des Domkapitels im Reichsdeputationshauptschluss kam Niendorf an das Fürstentum Lübeck.
Als 1806 Lübeck von den französischen Truppen Napoleons besetzt wurde und bis 1813 in dessen Besitz blieb (Lübecker Franzosenzeit), geriet auch Niendorf unter die französische Herrschaft. Um das neu gewonnene Land vom Ostseeraum aus zu schützen und aufgrund der Feindschaft gegenüber der englischen Seemacht, planten die Franzosen im Hemmelsdorfer See einen Kriegshafen zu bauen. Der See hatte – über die damals noch breitere Aalbek – eine Verbindung zur Ostsee. Die französischen Kriegsschiffe hätten damit an der Ostsee einen Zufluchthafen erhalten. Hierfür wurden um 1810 detaillierte Vermessungsarbeiten in der Lübecker Bucht durchgeführt und in einer Vermessungskarte von 1811 dokumentiert.
Eine Karte von 1836 (in) zeigt das Bauerndorf Niendorf mit seinen Häusern – umgeben von Gartenländern und Feldern – unmittelbar am Ostseestrand gelegen. In der Zeit kannte man noch kein Badevergnügen an der Ostseeküste. Der Bevölkerung war damals das Meer unheimlich. Kaum einer konnte schwimmen, die Küsten wurden gemieden, die Strände waren leer. Mit der Veröffentlichung seiner Forschungen über die heilende Wirkung des Meerwassers leitete der englische Arzt Richard Russell aus Brighton 1753 den Beginn der Seekurbäder ein. Daraufhin entwickelte sich in Brighton um 1780 eines der ersten Seekurbäder.
Die Einrichtung einer Gaststätte und die Unterkunft für Badegäste im Jahr 1854 sowie die Aufstellung von zwei Badekarren am Niendorfer Strand im Jahr 1855 stellen den Beginn des Badeortes Niendorf dar.
In Travemünde hatte sich schon ein Strandleben etabliert, am Timmendorfer Strand dauerte es noch sieben Jahre, bevor das erste Haus errichtet wurde.
Die Aufstellung der Badekarren in Niendorf bedurfte der Zulassung durch das Amt in Schwartau, verbunden mit der Auflage, der Einhaltung polizeilicher Anordnungen bezüglich der Stellung der Badekarren und eines Badereglements.
Im November 1872, als ein Sturmhochwasser mit Pegelständen von über 3,5 m über NN in die Lübecker Bucht drückte, überfluteten die Wassermassen auch Niendorf und das umliegende Hinterland.
In Niendorf wurden von den 33 Häusern 12 ganz und 15 teilweise zerstört, vier Menschen (zwei ältere Männer und zwei Kinder) kamen ums Leben. 17 Schiffe strandeten in der Lübecker Bucht. Der Hochwasserschaden an der Lübecker Bucht löste eine große Spendenaktion aus.
1890 waren in Niendorf ca. 200 Kurgäste mehr als in Travemünde. Seit 1882 ist Travemünde – insbesondere für die Hamburger Kurgäste – bereits mit der Eisenbahn erreichbar. Die Weiterfahrt nach Niendorf erfolgte dann mit Pferdekutschen der Post. 1899 erhält Niendorf eine Kirche und eine eigene Schule.
1909 wurde direkt vor dem Johansen Hotel eine 220 Meter lange Seebrücke gebaut. Zu den Bäderschiffen mussten die Fahrgäste nicht mehr ausgebootet werden, sondern konnten diese jetzt von der Brücke aus erreichen.
Das Bauerndorf Niendorf entwickelte sich organisch zum Seebad und zählte Anfang des 20. Jahrhunderts zu den bedeutendsten Badeorten in der Lübecker Bucht. 1913 erhielt Niendorf auch einen Eisenbahnanschluss. 1914, kurz vor Ausbruch des Ersten Weltkriegs, ergänzte ein Musikpavillon am Strand den Ort um eine weitere Attraktion.

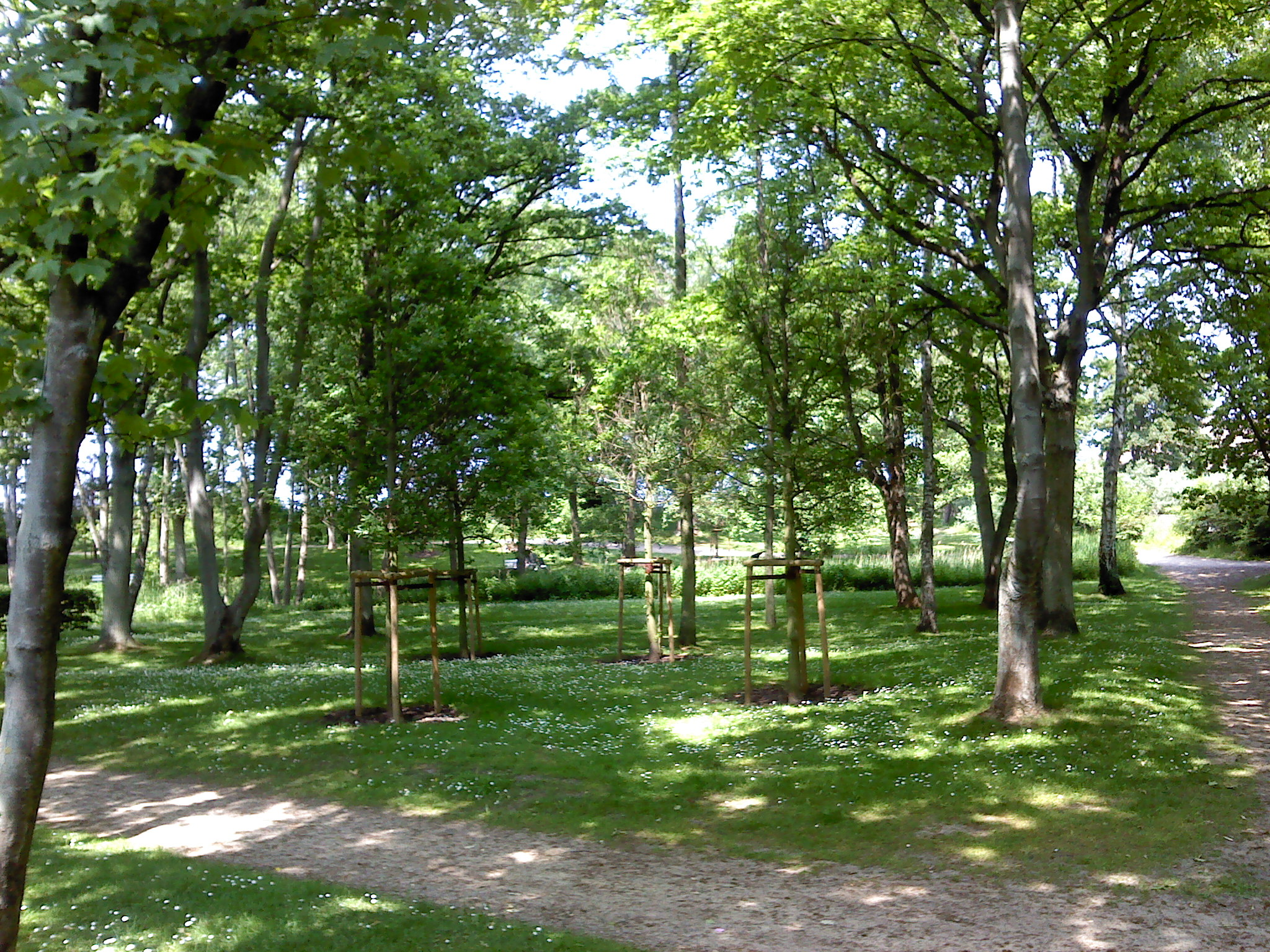
Park An der Acht – Niendorfer Hafen

Entwicklung des Ortes Niendorf (Anmerkung: – bedeutet keine Angabe):
| Jahr | Wohnhäuser | Einwohner | Hotels | Kurgäste |
| ---- | ---------- | --------- | ------ | -------- |
| 1875 | 37         | 193       | 1      | 1175     |
| 1880 | 56         | 296       | 1      | –        |
| 1882 | 60         | 342       | 3      | –        |
| 1885 | 78         | 375       | 3      | 1390     |
| 1890 | 100        | 453       | 8      | 3186     |
| 1895 | 112        | 478       | 19     | 3600     |
| 1900 | –          | 573       | –      | –        |

In den Jahren 1920 bis 1922 wurde der Niendorfer Hafen im Mündungsbereich der Aalbek künstlich geschaffen.
An der ehemaligen Aalbek-Mündung auf der Westseite des Hafens wurde der Kurpark An der Acht angelegt.
Im Jahr 1945 wurde Timmendorfer Strand von der britischen Militärregierung als eigenständige Gemeinde erklärt, mit den Ortsteilen Niendorf, Hemmelsdorf, Groß Timmendorf und Klein Timmendorf, wie sie heute noch bestehen.
Nach dem Zweiten Weltkrieg nahm Niendorf viele Heimatvertriebene und Flüchtlinge auf, darunter 30 Fischerfamilien aus Ost- und Westpreußen. Für diese Familien wurde 1954 die sogenannte „Fischersiedlung“ am Rande Niendorfs gebaut.
Im Jahre 1948 wurde durch den Bau eines zusätzlichen Hafenbeckens für den Niendorfer Yachtclub der Niendorfer Hafen zu einem Yacht- und Fischereihafen.
1952 gab es in Niendorf ein Treffen der Gruppe 47, woran mit einer Tafel am Kurhaus erinnert wird.
1954 erfolgte die Anerkennung als Ostseeheilbad, was für den Ausbau des Fremdenverkehrs von Bedeutung war.
Anfang der 1990er Jahre ging die Fischerei, die viele Jahre lang eine bedeutende Rolle in Niendorf gespielt hatte, nach Einführung von Fangquoten in der Ostsee stark zurück.

## Tourismus
Niendorf ist im Vergleich zum benachbarten mondänen Timmendorfer Strand ein eher beschauliches Ostseeheilbad, das gerade bei Familien mit Kindern beliebt ist. In den vergangenen Jahren kamen jedoch auch einige elegantere Hotels und Appartementhäuser hinzu. Niendorf besitzt einen etwa zwei Kilometer langen und bis zu 40 Meter breiten Sandstrand. Die am Strand entlanglaufende Seepromenade mit diversen Cafés, Restaurants und dem Haus des Kurgastes wurde im Rahmen einer EU-Küstenschutzmaßnahme verbreitert und verschönert. Am Ende der Promenade, im Übergang zum Brodtener Steilufer befindet sich das Meerwasserhallenbad von 1975.
Die neue, 185 Meter lange Seebrücke wurde am 14. Juni 2014 für 1,9 Millionen Euro eröffnet. Sie ersetzt die alte Seebrücke aus dem Jahr 1966, welche in den Wintern 2012/2013 und 2013/2014 schwer beschädigt wurde.

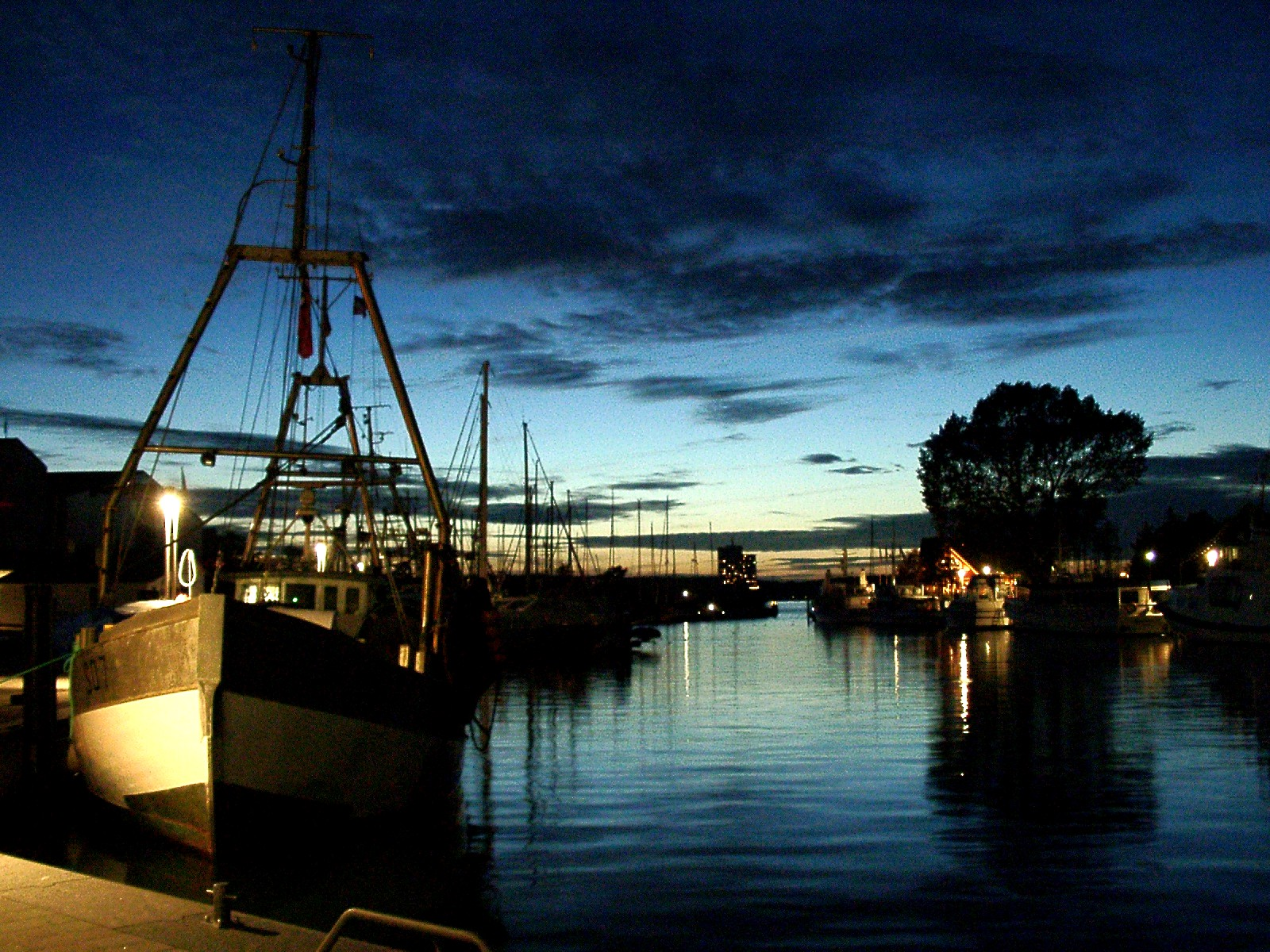
Niendorfer Hafen bei Einbruch der Dunkelheit
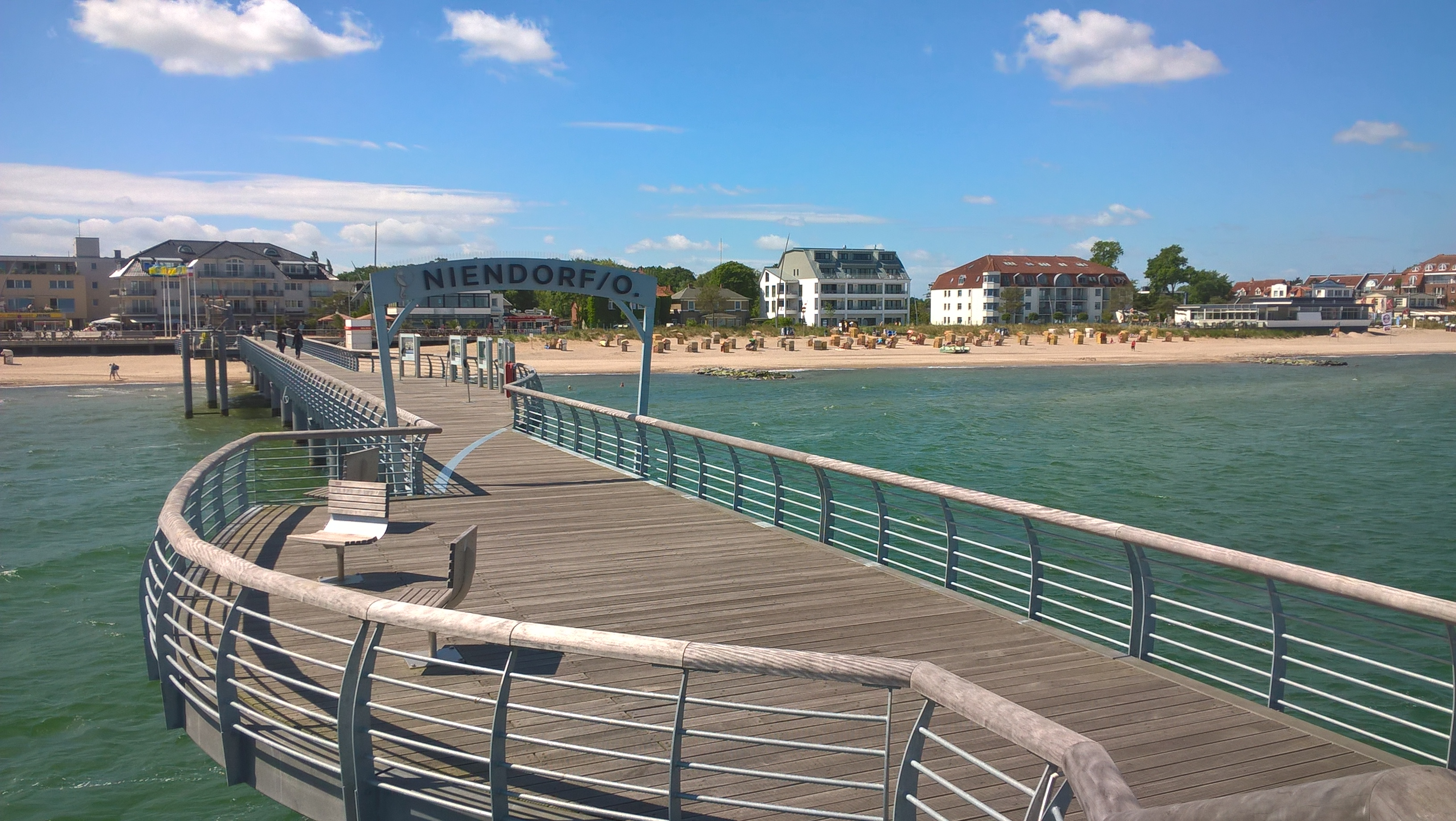
Niendorf Seebrücke
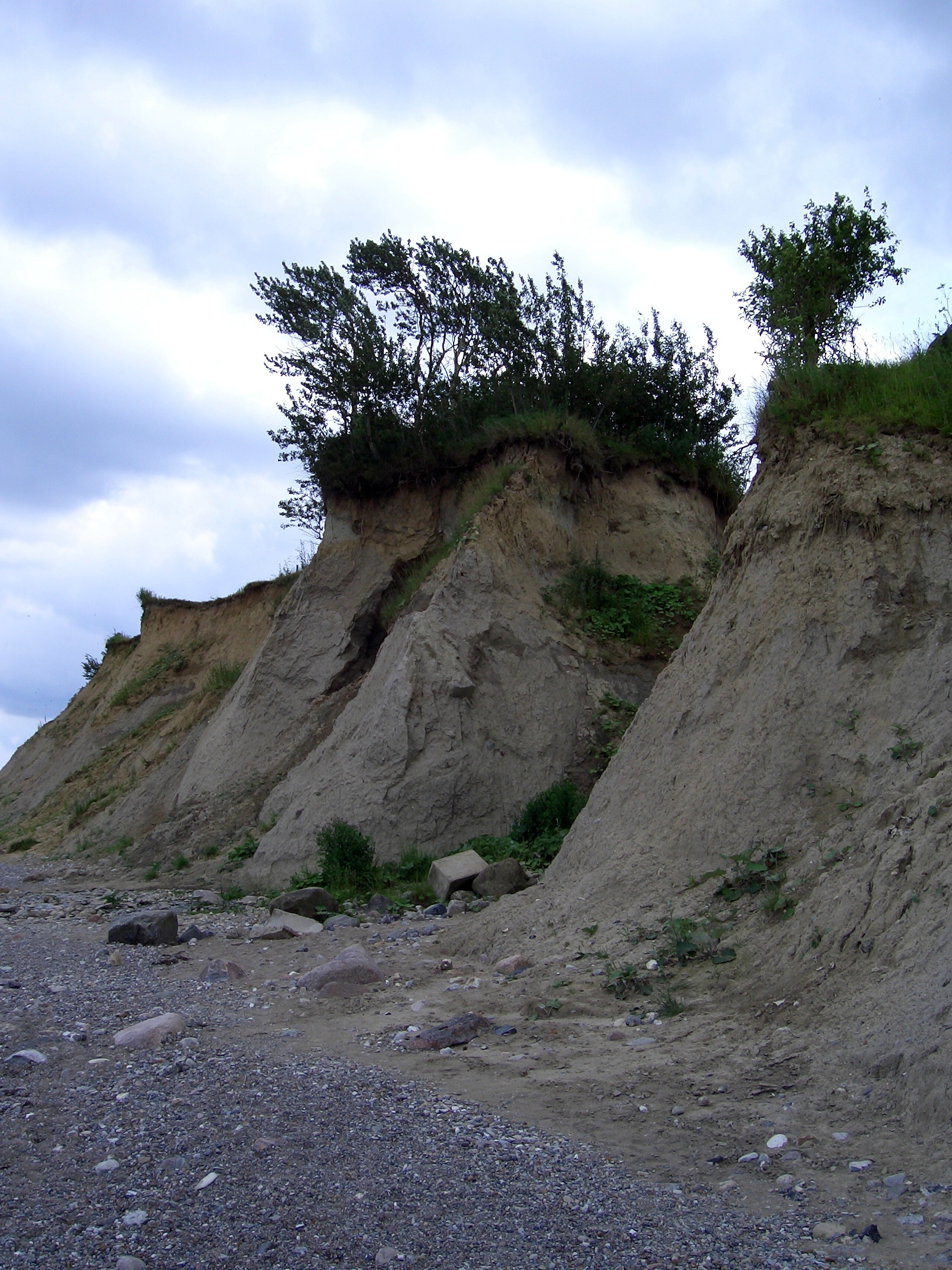
Steilküste Brodtener Ufer
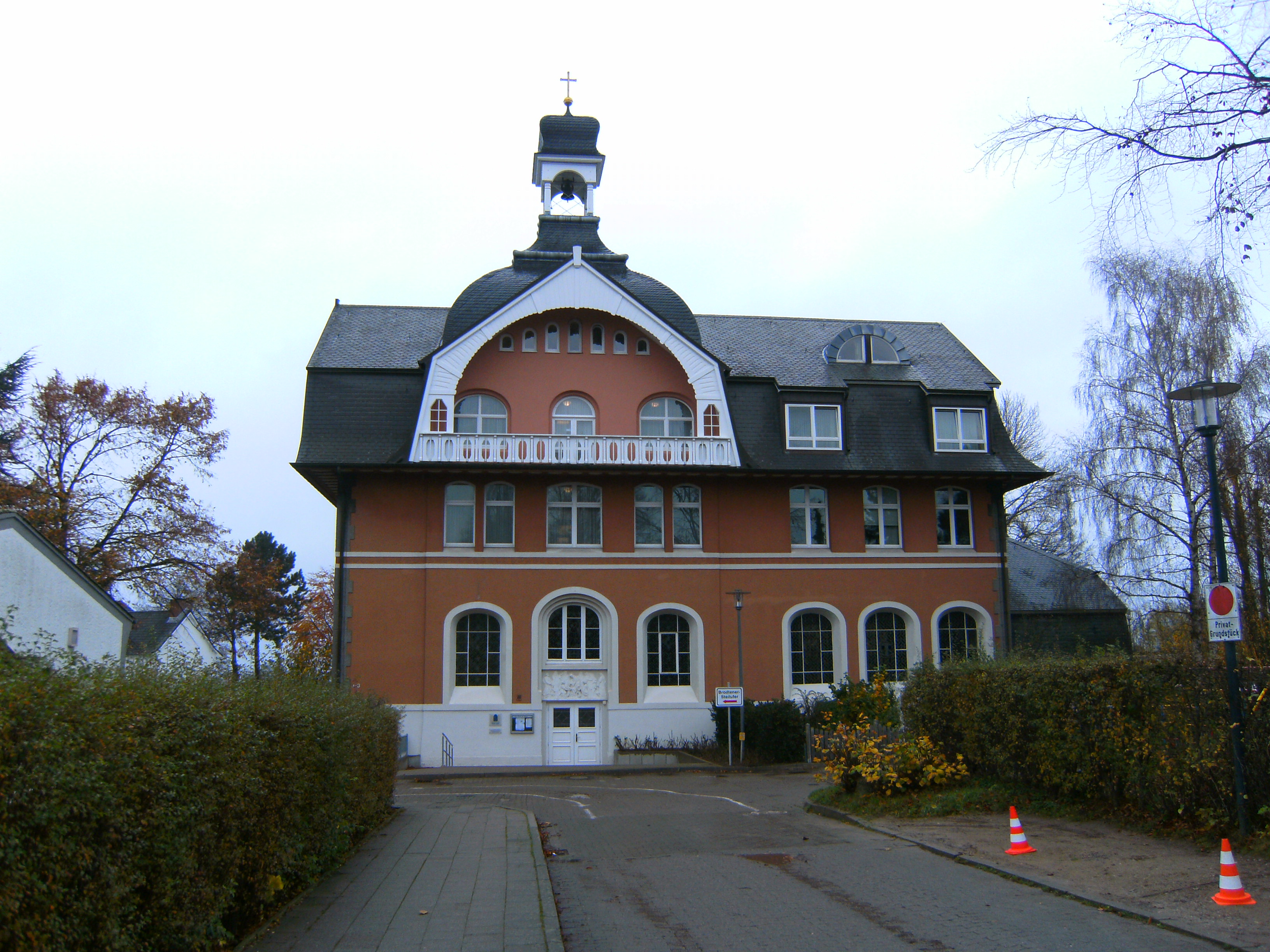
Katholische Kirche St. Johann der Fachklinik Maria Meeresstern
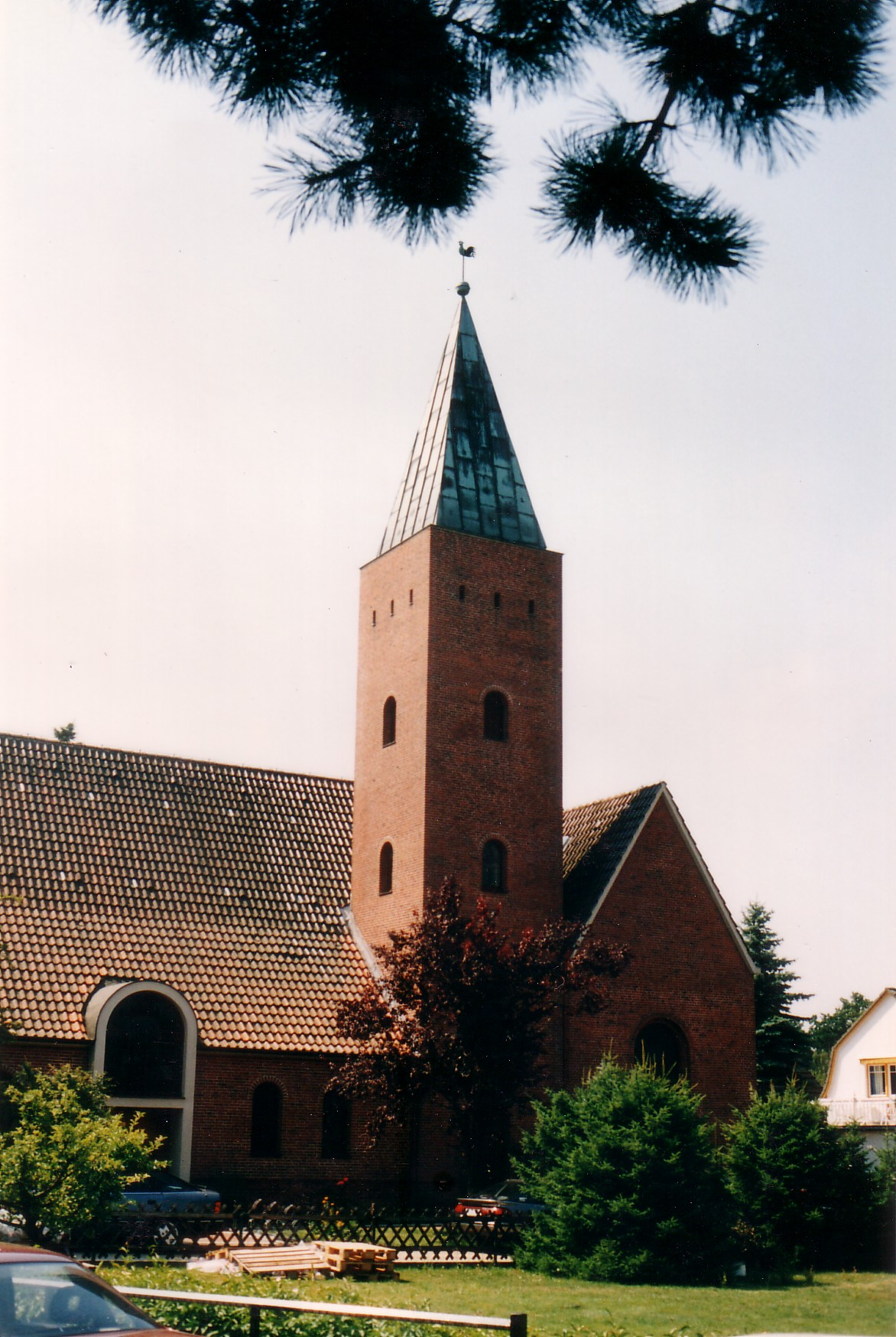
Evangelische Petri-Kirche in Niendorf
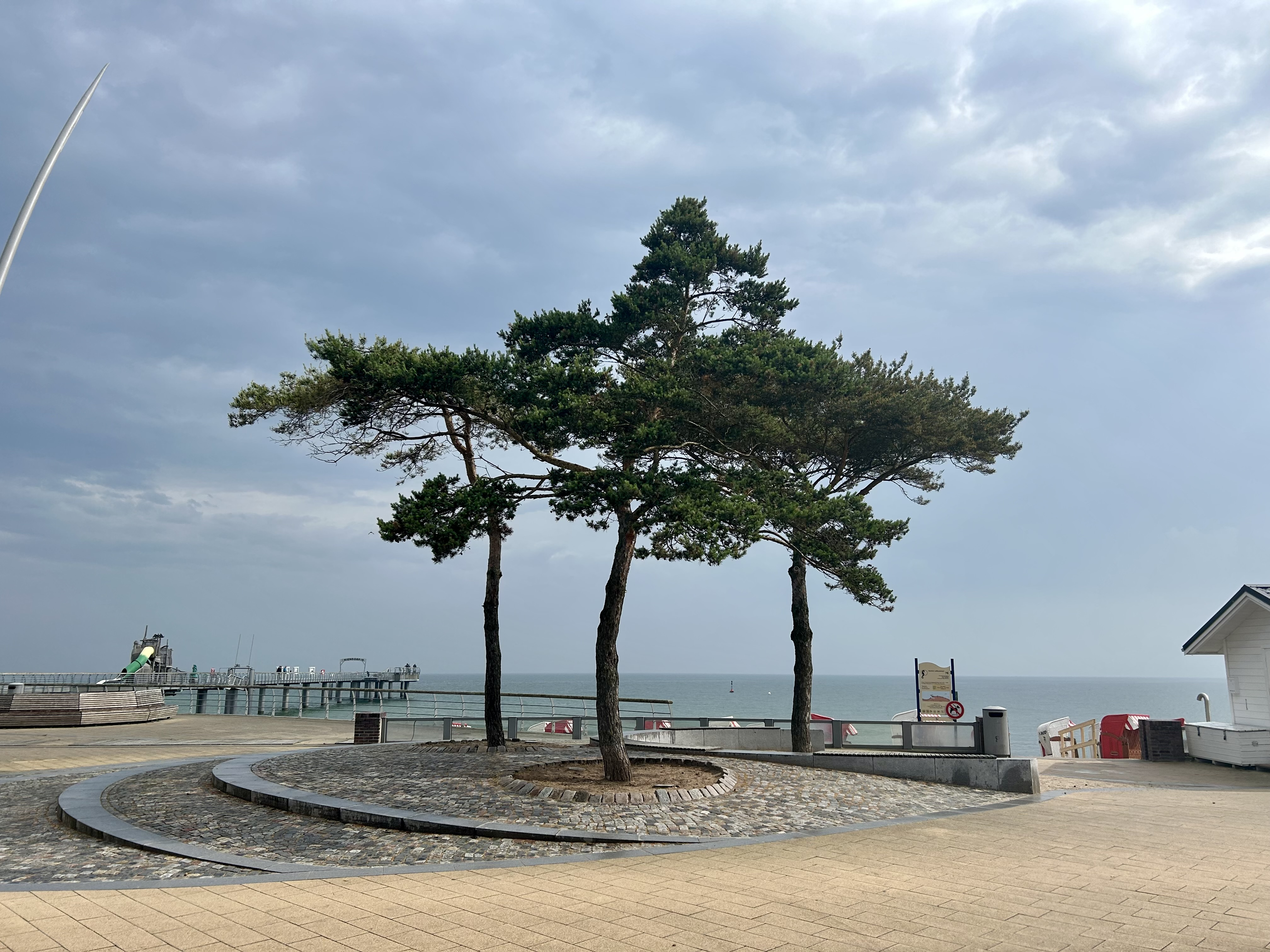
An der Strandpromenade

## Sehenswürdigkeiten
Hauptattraktion direkt im Zentrum des Ortes ist der Yacht- und Fischereihafen mit mehreren Fischrestaurants. Von Mai bis Oktober findet hier an jedem ersten Sonntag im Monat der Niendorfer Fischmarkt statt.
Südlich von Niendorf liegt der Hemmelsdorfer See, dessen tiefste Stelle 39 Meter unter NN liegt.
Zwischen dem See und dem Ort befindet sich der 1973 eröffnete Vogelpark Niendorf mit 1300 Tieren 350 verschiedener Arten und der größten Sammlung lebender Eulen der Welt.
Östlich zwischen Niendorf und Travemünde bei der Ortschaft Brodten befindet sich das Brodtener Ufer, eine bis zu 20 Meter hohe Steilküste mit einem Ausflugsrestaurant. Man kann das Brodtener Steilufer komplett von Niendorf bis Travemünde abwandern.
In der Umgebung gibt es zahlreiche weitere Sehenswürdigkeiten wie z. B. das Sea-Life-Aquarium in Timmendorfer Strand, der Hansa-Park in Sierksdorf oder die Altstadt von Lübeck.
Unmittelbar am Ortsrand beginnt das 349 Hektar große Naturschutzgebiet Aalbek-Niederung, ein Natura-2000-Gebiet von europäischem Rang. Der Bruchwald, der Seggenrasen und die Feuchtwiesen am Nordufer des Hemmelsdorfer Sees sind Lebensraum einer artenreichen Wasservogel-, Lurch- und Insektenfauna. Nahe dem Seeufer befindet sich der „Hermann-Löns-Blick“, ein Aussichtsturm, der dem Besucher einen weiten Rundblick über die Landschaft eröffnet. Rad-/Wanderwege beginnen an Kurpark und Vogelpark und führen bis nach Timmendorfer Strand.

## Kultur, Religion

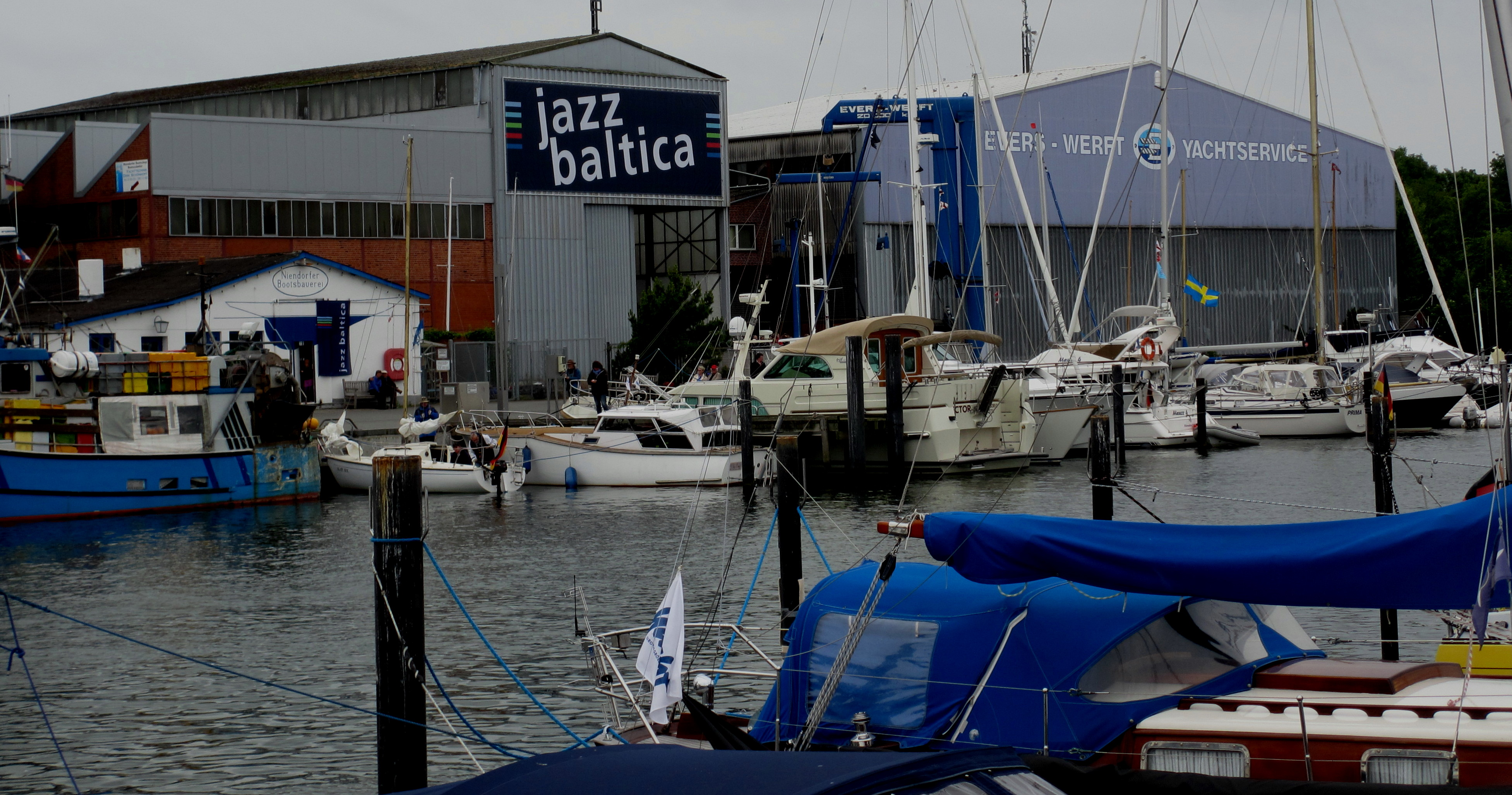
JazzBaltica in der Evers Werft, Niendorf Hafen, 30. Juni 2013

Niendorf hat eine Tradition von Kinderheimen, Kindererholungsheimen und Müttergenesungsheimen, wie unter anderem die Fachklinik Maria Meeresstern mit ihrer Kirche St. Johann.
Die Ev.-Luth. Kirchengemeinde Niendorf Ostsee mit der Petri-Kirche umfasst die Ortschaften Niendorf, Häven und Warnsdorf mit ca. 1.600 Gemeindemitgliedern. Die Petri-Kirche befindet sich im Zentrum des Ortes. Ihre Grundsteinlegung fand am 12. August 1898 und ihre Einweihung fand am 10. August 1899 statt.
Im Mai 1952 traf sich die Literatenvereinigung Gruppe 47 zu ihrer 10. Tagung in Niendorf; dort trug Paul Celan neben anderen Gedichten seine noch unbekannte Todesfuge vor. Ein Gedenkstein am Haus des Kurgastes erinnert an dieses Treffen.

### JazzBaltica
JazzBaltica ist ein Jazz-Festival in Schleswig-Holstein, das seit 1991 stattfindet. Es wurde mit dem Ziel gegründet, die kulturelle Zusammenarbeit der Ostsee-Anrainerstaaten zu fördern, indem Musiker und insbesondere junge Talente in wechselnden Besetzungen zusammenkommen. Bis 2011 war das der zentrale Veranstaltungsort Gut Salzau im Kreis Plön. Seit 2012 gastierte das Festival auf dem Gelände der Evers-Werft in Timmendorfer Strand-Niendorf. Seit 2018 findet JazzBaltica im Neuen Kurpark in Timmendorfer Strand statt.

## Friedhof

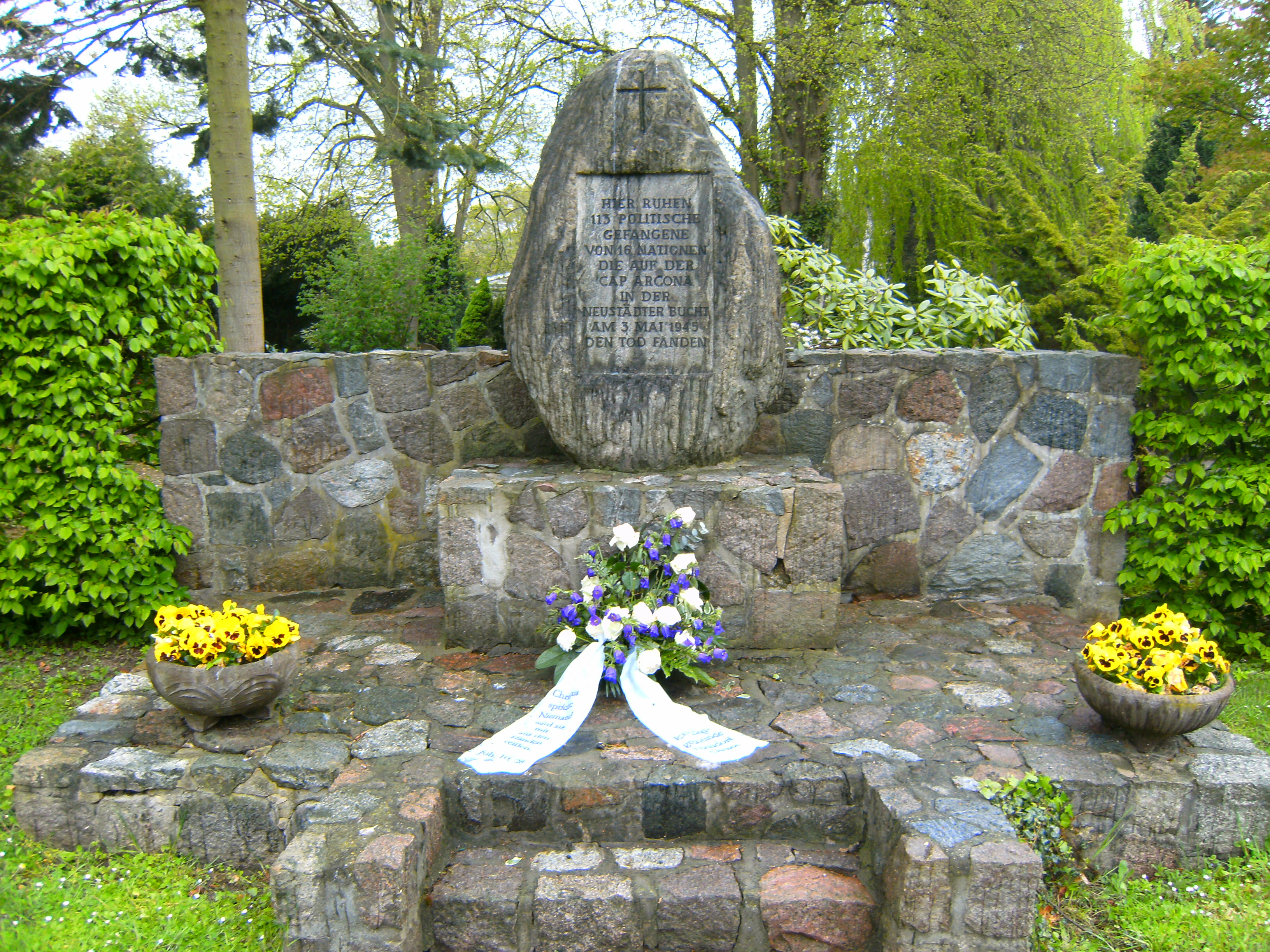
Gedenkstein zur Cap-Arcona-Tragödie auf dem Friedhof von Niendorf (Ostsee)

Auf dem Friedhof an der Straße nach Häven (Ratekau) befindet sich eine Gedenkstätte für 113 der rund 6400 Toten der Cap-Arcona-Tragödie vom 3. Mai 1945, die auf dem Friedhof begraben sind. Außerdem erinnern Gedenksteine an die Toten des Ersten Weltkrieges, an die im Zweiten Weltkrieg Gestorbenen sowie an alle, die in fernen Ländern begraben sind.

## Verkehrsanbindung
Die nächsten Autobahnanschlussstellen befinden sich bei Lübeck und Ratekau an der A 1 und der A 226.
Die Bundesstraße 76 von Lübeck-Travemünde nach Kiel verläuft als eine Art Umgehungsstraße nicht durch das Zentrum des Ortes.
Ende 2018 schloss die letzte Tankstelle des Ortes, die seit 1951 bestand und zunächst Kraftstoffe der Marke Gasolin, dann Aral und zuletzt Star anbot.
Lübeck Hauptbahnhof ist der nächste ICE/EC-Bahnhof, Regionalzüge halten in Lübeck-Travemünde und Timmendorfer Strand. Letztgenannte Station liegt an der Bahnstrecke Lübeck–Puttgarden.
Die normalspurige Nebenbahn Lübeck-Travemünde Hafen–Niendorf (Ostsee) ist 1974 stillgelegt und danach abgebaut worden.
Südlich von Lübeck befindet sich der Regionalflughafen Lübeck-Blankensee;
in Hamburg-Fuhlsbüttel liegt der nächste internationale Flughafen.

## Sonstiges
Niendorf ist Schauplatz des Romans Ein Sommer in Niendorf des Autors Heinz Strunk.